# 弗农·路易斯·帕灵顿
弗农·路易斯·帕灵顿(1871年8月3日—1929年6月16日）是一位美国历史学家，先后在华盛顿大学和奧克拉荷馬大學任教，还曾任奧克拉荷馬大學的大学美式橄榄球比赛教练，代表作品为三卷本的《美国思想史》（Main Currents in American Thought，获1928年的普利策历史奖）。